# Crocifisso di Perugia del Maestro di San Francesco
Il Crocifisso di Perugia  è una croce sagomata dipinta a tempera e oro su tavola (410x328 cm) attribuita al Maestro di San Francesco, datata 1272 e conservata nella Galleria nazionale dell'Umbria di Perugia. In basso reca l'iscrizione "ANNO DOMINI MCCLXXII TEMPORE GREGORI P.P.X.

## Storia
L'opera è una delle poche attribuite concordemente al Maestro di San Francesco, pittore umbro formatosi alla bottega di Giunta Pisano e attivo nel cantiere della basilica di San Francesco ad Assisi, nella quale, in particolare nella navata della basilica inferiore, resta un suo ciclo di affreschi frammentario.
Riguardo al crocifisso, il primo riferimento al Maestro di San Francesco è di Thode (1885), accettato poi in genere da tutta la critica successiva. Si tratta di un tipo di rappresentazione particolarmente frequente in Umbria nel Duecento, legata alla diffusione del francescanesimo, promotore di tali immagini in cui il devoto potesse riflettere sulle sofferenze umane di Cristo, e legata probabilmente anche a fattori pratici, come la scarsità di laboratori d'oreficeria nella regione, che rendevano i manufatti di pittura particolarmente richiesti.

## Descrizione e stile
Il Cristo, di tipo patiens, è appeso alla croce con quattro chiodi (due e non uno ai piedi, secondo il tipo pre-giottesco), ed è la testa barbuta molto incassata nel busto, coi capelli ricadenti in qualche ciocca sulla spalla sinistra. Il corpo è il più incurvato verso sinistra prima di Cimabue, arrivando ad invadere quasi tutto il tabellone laterale che risulta così impraticabile per le tipiche storie della Passione: infatti vi si trova un decoro geometrico, come pure sarà nelle croci cimabuesche. 
Completo in ogni parte accessoria, ha nella cimasa l'Ascensione, rappresentata come la visione della Madonna a mezza figura che, sollevando le braccia verso l'altro circondata da due angeli, allude alla salita in cielo del Redentore, che si vede benedicente e a mezzo busto nel clipeo superiore. Ai lati dei bracci si trovano i dolenti (Maria e Giovanni), qui raffigurati a figura intera, mentre nel soppedaneo un minuscolo san Francesco si accosta a toccare i piedi sanguinanti di Gesù inginocchiandosi. 
All'esempio di Giunta si rifanno il perizoma e l'accentuazione della curva del corpo, forse ispirata, nello sbilanciamento così marcato, al perduto Crocifisso di frate Elia già nella basilica di San Francesco. La forma della testa invece ricorda opere di Coppo di Marcovaldo, come il Crocifisso di San Gimignano, con una massa "fitta a spumosa della barba, l'acconciatura "gonfia" e la cannula del naso particolarmente sottile. Leggermente più morbide appaiono invece le pennellate nel viso.